# David Lee (pallavolista)
David Cameron Lee (Alpine, 8 marzo 1982) è un pallavolista statunitense.
Gioca nel ruolo di centrale nei Kochi Blue Spikers.

## Carriera

### Club
La carriera di David Lee inizia a livello giovanile ed a livello scolastico, tra il Seaside e la Granite Hills HS. Nel 2001 inizia la carriera universitaria e gioca tra le file della CSU Long Beach; il miglior risultato è la finale dell'edizione 2004 della NCAA Division I.
Terminata l'università, nella stagione 2004 inizia la carriera professionistica coi Caribes de San Sebastián, nella Liga de Voleibol Superior Masculino; passa poi al Castêlo da Maia in Portogallo ed al Jakarta BNI, col quale vince il campionato indonesiano, mentre nella stagione 2005-06 gioca per il Rennes, in Francia.
Dopo un biennio nella Voleybol 1.Ligi turca con l'Halkbank, viene ingaggiato dal Modena per la stagione 2008-09, nella Serie A1 italiana. Nella stagione seguente, va a giocare in Russia nella Lokomotiv Novosibirsk, club impegnato in Superliga.
Nel campionato 2010-11 viene ingaggiato dal Kuzbass, squadra neo promossa nella massima divisione russa, dove resta anche nel campionato successivo, ma difendendo i colori della Dinamo Mosca, con la quale si aggiudica la Coppa CEV. Nel 2012 viene ingaggiato per il solo campionato mondiale per club dall'Al-Rayyan, dopo il quale per l'annata 2012-13 passa allo Zenit-Kazan, disputando la sola Champions League al posto dell'infortunato Aleksandr Volkov.
Nella stagione 2013-14 va a giocare nella Chinese Volleyball League con lo Shanghai, raggiungendo le finali scudetto e venendo premiato come miglior centrale. Nella stagione successiva torna a giocare in Russia per la Lokomotiv Novosibirsk.
Dopo qualche mese di inattività, nel gennaio 2016 torna in campo col PAOK, club della Volley League greca col quale gioca la seconda parte del campionato 2015-16. Nel campionato seguente ritorna in Turchia, questa volta vestendo la maglia dello Ziraat Bankası, altro club capitolino.
Dopo aver partecipato col Blizzard allo NVA Showcase 2017, aggiudicandosi il torneo, nel gennaio 2018 viene ingaggiato dall'UPCN, nella Liga Argentina de Voleibol per la seconda parte del campionato 2017-18, conquistando lo scudetto. In seguito firma per i Kochi Blue Spikers, con cui partecipa alla prima edizione della Pro Volleyball League indiana.

### Nazionale
Nel 2003 debutta in nazionale, disputando la XXII Universiade, dove vince la medaglia di bronzo. Nel 2005 conquista la medaglia d'oro alla Coppa America ed al campionato nordamericano, mentre un anno dopo si aggiudica la prima edizione della Coppa panamericana.
Nel biennio seguente vince la medaglia d'argento ai XV Giochi panamericani, la medaglia di bronzo alla World League 2007 e la medaglia d'oro al campionato nordamericano 2007, a cui seguono la vittoria della World League 2008 e, soprattutto, della medaglia d'oro ai Giochi della XXIX Olimpiade di Pechino.
Nel 2009 vince la medaglia d'argento al campionato nordamericano, bissata nel 2011, quando riceve anche il premio come miglior muro. Torna a vincere l'oro nella rassegna continentale del 2013, a cui fa seguito un altro oro alla World League 2014, torneo nel quale vince la medaglia di bronzo nel 2015, seguita a sua volta dall'argento alla NORCECA Champions Cup 2015 e dall'oro alla Coppa del Mondo 2015.
Si aggiudica in seguito la medaglia di bronzo ai Giochi della XXXI Olimpiade, dove indossa per l'ultima volta la maglia della nazionale statunitense.

## Palmarès

### Club
- Campionato indonesiano: 1

2005
- Campionato argentino: 1

2017-18
- NVA Showcase: 1

2017
- Coppa CEV: 1

2011-12

### Nazionale (competizioni minori)
- Universiadi 2003
- Coppa America 2005
- Coppa Panamericana 2006
- Giochi panamericani 2007
- NORCECA Champions Cup 2015

### Premi individuali
- 2004 - All-America First Team
- 2005 - Coppa America: Miglior muro
- 2005 - Qualificazioni al campionato mondiale 2006: Miglior muro
- 2007 - Coppa CEV: Miglior muro
- 2009 - Coppa di Russia: Miglior muro
- 2011 - Campionato nordamericano: Miglior muro
- 2012 - Qualificazioni nordamericane ai Giochi della XXX Olimpiade: Miglior muro
- 2013 - Champions League: Miglior muro
- 2014 - Chinese Volleyball League: Miglior centrale
- 2014 - World League: Miglior centrale